# 布倫納鎮區 (北達科他州大福克斯縣)
布倫納鎮區（英語：Brenna Township）是位於美國北達科他州大福克斯縣的一個鎮區。

## 地方資料
布倫納鎮區的面積為93.27平方千米，當中陸地面積為93.20平方千米，而水域面積為0.07平方千米。根據2020年美國人口普查的數據，當地共有人口796人，而人口密度為每平方千米8.53人。